# 러시 (밴드)
러시(Rush)는 1968년 결성된 캐나다의 록 밴드이다. 구성원으로는 게디 리 (베이스, 보컬, 키보드), 알렉스 라이프슨 (기타), 닐 피어트 (드럼, 퍼커션, 작사)가 있다. 밴드는 여러 차례 구성원 교체를 겪었는데 밴드가 첫 투어를 떠나기 전인 1974년 7월에 닐 피어트가 기존에 있던 드러머 존 럿시를 교체하면서 현재의 라인업이 구축되었다.
러시의 음악성은 복잡한 작곡과 공상 과학, 판타지, 철학의 모티프를 절충한 가사 전달로 유명하다. 밴드의 음악적 방향은 몇 년 동안 많은 변화를 겪었는데 초기에는 블루스 기반의 하드 록으로 시작했으나 후기로 갈 수록 프로그레시브 록으로 바뀌었고 중간에는 신디사이저를 활용하는 실험을 하기도 했다. 1990년대 초, 러시는 일렉 기타 중심의 하드 록으로 회귀하여 현재까지 커리어를 이어오고 있다.
RIAA의 정보에 따르면 러시는 미국에서 총 2,500만 장의 앨범 판매량을 기록하며 전체 앨범 판매량 86위에 등극했다고 한다. 비록 전세계의 앨범 판매량은 정확히 집계된 정보가 없으나, 몇몇 산업체들은 러시의 2017년까지의 앨범 판매량이 약 6,500만 이상일 것이라 예측한다. 밴드는 앨범은 총 24개의 "골드", 14개의 "플래티넘", 3개의 "멀티 플래티넘" 등급을 받았다.
러시는 그래미 어워드에서 총 7번 노미네이트되었다. 밴드는 주노상을 여러 번 수상했고 2009년 SOCAN(Society of Composers, Authors and Music Publishers of Canada) 시상식에서 'International Achievement Award" 부문에서 수상하였다. 또한 1994년에는 캐나다 음악 명예의 전당, 2013년에는 로큰롤 명예의 전당에 헌액되었다. 그들이 밟아온 커리어 동안, 러시의 구성원들 모두가 각각 다루는 악기의 연주 실력이 세간으로부터 본좌급의 칭송을 받아 여러 잡지의 독자 투표에서 수상을 받았다. 러시는 2015년말에 더 이상 큰 규모의 투어는 하지 않겠다고 선언하였다. 이후 3년 간 밴드에 대한 확실한 소식이 들려오지 않다가 기타리스트인 라이프슨이 2018년 1월에 밴드가 활동의 마무리를 지었다고 선언하였다.

## 음반 목록

### 정규 음반
- Rush (1974)
- Fly by Night (1975)
- Caress of Steel (1975)
- 2112 (1976)
- A Farewell to Kings (1977)
- Hemispheres (1978)
- Permanent Waves (1980)
- Moving Pictures (1981)
- Signals (1982)
- Grace Under Pressure (1984)
- Power Windows (1985)
- Hold Your Fire (1987)
- Presto (1989)
- Roll the Bones (1991)
- Counterparts (1993)
- Test for Echo (1996)
- Vapor Trails (2002)
- Feedback (2004, 커버앨범)
- Snakes & Arrows (2007)
- Clockwork Angels (2012)